# カリム・ブディアフ
カリム・ブディアフ（كريم بوضياف、Karim Boudiaf、1990年9月16日 - ）は、フランス・リュエイユ＝マルメゾン出身のカタールのサッカー選手。アル・ドゥハイルSC所属。カタール代表。ポジションはMFあるいはDF。

## 経歴

### クラブ
FCロリアン、ASナンシーの下部組織に在籍した。2010年にカタールのレフウィヤSCに加入、同年9月5日に行われたシェイク・ジャシムカップ・アル・アラビ・ドーハ戦で選手として初出場を果たしたが、64分にレッドカードを提示されて退場処分となった上に、クラブも1-0で敗北するという惨憺たるデビュー戦となった。

### 代表
2009年12月22日にU-23アルジェリア代表がアルジェで行ったトレーニングキャンプに招集された。しかし、アルジェリアU-23代表としての出場はなかった。
選手としてカタールでデビューした後、カタール国籍を取得したために2013年11月13日にカタールA代表に招集された。代表初出場となったのはアル・ヒラルとの非公式試合であった。2013年12月21日に行われたバーレーン代表との親善試合で公式試合初出場を飾ると、25日に行われた西アジアサッカー選手権2014のパレスチナ代表戦を皮切りに出場機会を重ね始めた。代表初得点となったのは15キャップ目となった北アイルランド代表戦であったが、この試合の彼の得点はスチュアート・ダラスの得点によって相殺されて1-1の引分に終わった。

## 代表歴

### 出場大会
- カタール代表
  - 2022 FIFAワールドカップ

### 試合数
- 国際Aマッチ 121試合 6得点（2013年-）[7]

| カタール代表 | 国際Aマッチ | 国際Aマッチ |
| 年           | 出場        | 得点        |
| ------------ | ----------- | ----------- |
| 2013         | 3           | 0           |
| 2014         | 10          | 0           |
| 2015         | 11          | 3           |
| 2016         | 12          | 1           |
| 2017         | 16          | 0           |
| 2018         | 10          | 0           |
| 2019         | 18          | 1           |
| 2020         | 4           | 0           |
| 2021         | 22          | 0           |
| 2022         | 12          | 1           |
| 2023         | 3           | 0           |
| 2024         |             |             |
| 通算         | 121         | 6           |

### 得点
| No | 日附           | 場所                                       | 対戦相手       | 得点 | 結果 | 大会                                   |
| -- | -------------- | ------------------------------------------ | -------------- | ---- | ---- | -------------------------------------- |
| 1. | 2015年5月31日  | クルー・グレスティ・ロード                 | 北アイルランド | 1–1  | 1–1  | 親善試合                               |
| 2. | 2015年9月8日   | 香港旺角大球場                             | 香港           | 1–0  | 3–2  | 2018 FIFAワールドカップ・アジア2次予選 |
| 3. | 2015年10月8日  | ドーハ・ジャシム・ビン・ハマド・スタジアム | 中華人民共和国 | 1–0  | 1–0  | 2018 FIFAワールドカップ・アジア2次予選 |
| 4. | 2016年11月10日 | ドーハ・ジャシム・ビン・ハマド・スタジアム | ロシア         | 2–1  | 2–1  | 親善試合                               |

## タイトル

### クラブ
レフウィヤSC/アル・ドゥハイルSC
- カタール・スターズリーグ：2010-11, 2011-12, 2013-14, 2014-15, 2016-17, 2017-18, 2019-20
- カタール・カップ：2013, 2015, 2018
- シェイク・ジャシムカップ：2015, 2016
- アミールカップ：2016, 2018, 2019, 2022

### 代表
カタール代表
- AFCアジアカップ：2019
- 西アジアサッカー選手権：2014
- ガルフカップ：2014